# 1996年夏季残疾人奥林匹克运动会立陶宛代表团
1996年夏季残疾人奥林匹克运动会立陶宛代表团是立陶宛派出的1996年夏季残疾人奥林匹克运动会代表团。获得3枚金牌、2枚银牌和6枚铜牌。